# Rungsted
Rungsted è una località danese situata a nord di Copenaghen, fa parte del comune di Hørsholm.
Il centro abitato si trova circa a metà strada fra Copenaghen ed Helsingor e si affaccia sull'Øresund due chilometri ad est del centro abitato di Hørsholm. A nord e a sud si trovano delle aree boscose mentre la parte più antica della località si trova nei pressi del porto turistico.

## Storia
Il centro abitato si è sviluppato a partire da un villaggio di pescatori, il porto turistico venne completato nel 1923 quando l'industria della pesca era in fase di declino e le imbarcazioni da diporto sostituirono quelle dei pescatori. Tra le due guerre la località perse i suoi connotati di luogo di villeggiatura caratterizzato da ville di campagna edificate ad inizio del XIX secolo, le famiglie abbienti di Copenaghen iniziarono a scegliere la località come residenza stabile.

## Monumenti e luoghi di interesse
A sud dell'area residenziale si trova la tenuta di Rungstedgård in passato parte della più ampia tenuta di Hørsholm fu acquistata nel 1750 dall'architetto Nicolai Eigtved (1701-1754). In seguitò cambiò diversi proprietari. L'attuale edificio risale al 1917 opera di Jens Ingwersen (1871-1956), dal 1965 è di proprietà di un'accademia assicurativa che vi tiene corsi, è anche hotel sede di convegni e conferenze.
Poco a nord si trova Rungstedlund, una residenza di campagna e locanda risalente al XVI secolo, dal 1773 al 1775 vi soggiornò il poeta e drammaturgo Johannes Ewald. Nel 1879 la proprietà, che all'epoca comprendeva anche Rungstedgård, fu acquistata da Wilhelm Dinesen, padre di Karen Blixen che qui crebbe con i suoi quattro fratelli. Blixen vi tornò nel 1931 dopo il periodo trascorso in Kenya e alla morte della madre (1939) assunse la gestione della tenuta. Alla sua morte fu sepolta nella tenuta.
Dal 1991 vi si trova un museo dedicato all'autrice e dopo la ristrutturazione del 2021 la tenuta ospita un centro culturale.